# Lovesick (canção de Emily Osment)
"Lovesick" é uma canção da cantora norte-americana Emily Osment. Foi lançado como o segundo single de seu álbum de estréia Fight or Flight em 7 de setembro de 2010 no site oficial da cantora.

## Informações
A canção descreve quando ela fica apaixonada por um cara e descreve a sensação de estar com ele, a sensação de estar apaixonada por ele. Fala sobre os sentimentos que se sente com ele, triste, feliz, doente, alegre. Fala sobre como o coração dela bate forte quando está com ele.

## Faixas
| Download digital |            |                                       |         |  |
| N.º              | Título     | Compositor(es)                        | Duração |  |
| 1.               | "Lovesick" | Emily Osment, Tob Gad e Lindy Robbins | 3:23    |  |

| EP de Remixes |                                      |         |  |
| N.º           | Título                               | Duração |  |
| 1.            | "Lovesick"                           | 3:26    |  |
| 2.            | "Lovesick" (The Elder Jepson Remix)  | 4:23    |  |
| 3.            | "Lovesick" (The Price Villiam Remix) | 3:37    |  |
| 4.            | "Lovesick" (The Coltman Remix)       | 5:43    |  |

## Videoclipe
O video vazou no dia 30 de dezembro de 2010 no YouTube, no clipe Emily usa um vestido com cores Cintilantes e dança com pessoas vestidas de preto com luzes. Na cena inicial mostra apenas o rosto de Osment com o cabelo de lado e com maquiagem que brilha no escuro. Na cena seguinte mostra dançarinos com roupas com luzes que mudam de cor e mostra cenas onde eles tem luzes nas mãos, no climax do video mostra Osment com um vestido de ferro cantando com sua banda onde todos contracenam como robôs. O video foi dirigido por Daniel "Cloud" Campos.
O vídeo foi lançado oficialmente no dia 14 de janeiro de 2011, em seu MySpace. Emily disse que o clipe se refere ao amor entre robos e que todos podem se apaixonar,mesmo os robos não tendo nenhum sentimento.

## Paradas musicais
| Parada (2010-2011)                                 | Melhor posição |
| -------------------------------------------------- | -------------- |
| Argentina - Top 100 Argentina                      | 50             |
| Canadá - Canadian Hot 100                          | 66             |
| Coreia do Sul - (International Chart) (Gaon Chart) | 2              |
| Reino Unido - UK Singles Chart                     | 57             |